# 第76親衛空挺師団 (ロシア空挺軍)
第76親衛空挺師団（だい76しんえいくうていしだん、ロシア語:76-я гвардейская воздушно-десантная дивизия；略称76 гв.ВДД）は、ロシア空挺軍の師団。空挺軍司令部隷下。プスコフ州プスコフ駐屯。
「赤旗勲章」、名誉称号「チェルニゴフ」を有する。契約制（志願制）のモデル部隊となっており、公式サイトも持っている。

## 沿革
- 1939年9月1日：第74狙撃師団第221狙撃連隊に基づき、第157狙撃師団編成。独ソ戦開始まで、北カフカーズ軍管区。
- 1941年9月：オデッサ防衛の支援のために派遣。
- 1941年11月：ノヴォロシースクに帰還。黒海艦隊と共に、フェオドシヤ上陸作戦に参加。
- 1942年7月：ドン川流域でドイツ軍と戦闘。
- 1942年8月：アクサイ川北岸で戦闘。
- 1942年9月：第64軍の編成下において、ゴールナヤ・ポリャーナ－エルヒ線で防御。
- 1943年1月：スターリングラード戦線において、攻勢転移。その後、ブリャンスク戦線。
- 1943年3月1日：第76親衛狙撃師団に改編された。
- 1943年7月：オカ川を渡河し、橋頭堡を確保。
- 1943年9月：チェルニゴフ市を解放。名誉称号「チェルニゴフ」を授与。
- 1944年7月：第1白ロシア戦線において、ブレストを包囲。
- 1945年1月：第2白ロシア戦線において、トルニ市を包囲。
- 1945年3月：3月23日、ツォポット市を占領し、バルト海に進出。3月25日、ダンツィヒに突入し、3月30日、敵を撃滅。
- 1945年4月：ロンドフ運河を渡河し、プレツラウ市を掃討。
- 1945年5月：5月2日、ギュストロー市を占領。5月3日、カロフ及びビュッツォフ市を掃討し、連合軍と会合。終戦後、ドイツからカルーガ州キーロフ市に移動。
- 1946年6月：第76親衛空挺師団に改編。
- 1947年春：プスコフ市に駐屯。
- 1979～1989年：アフガニスタンでの戦闘行動に参加。
- 1988～1992年：アルメニア、アゼルバイジャン、グルジア、キルギス、沿バルト、沿ドニエストル、南北オセチアに投入。
- 1994年～1995年：第一次チェチェン紛争に投入。
- 1999年8月～：連隊戦術群の編成において、ダゲスタン及びチェチェン共和国領内の不法武装部隊を掃討。
- 2008年8月：南オセチア紛争において、アブハジア方面に投入。

### 北部・キーウ戦線
2022年2月24日、ロシアのウクライナ侵攻に参加して北部キーウ州で攻勢を開始したが、3月にイルピンで撃退され、以後は南部ヘルソン州に再配置された。

### 東部・スヴァトヴェ-クレミンナ戦線
- 2023年2月：第144親衛自動車化狙撃師団等を支援し、スヴァトヴェ−クレミンナ線で攻撃作戦に参加。

### 東部・バフムート戦線
- 2023年6月、ワグネル・グループの交代部隊として東部ドネツィク州バフムートに再配置された。損害で劣化した部隊と評価されている[1]。

### 南部・ザポリージャ戦線
- 2023年8月、ザポリージャ州の戦線への増援に回された[2]。

## 戦争犯罪の疑い
ブチャの虐殺に関係したとして、アメリカ財務省は部隊に経済制裁を科した。民間人に対する暴力と、拘留者の殴打への関与、また「清掃」活動を任され、民間人が住んでいる住宅への侵入があったとしている。

### ブチャでの民間人男性8人処刑
- 2022年5月19日、ニューヨーク・タイムズは、ブチャで3月4日にウクライナ人男性8人が処刑された件について、調査結果を発表した。防犯カメラの撮影に加えて、近隣の家からの撮影、また、翌日の3月5日に撮影されたドローンの動画で目撃証言が確認された。記者は8人が殺害されてから4週間後にブチャを訪れ、生存者、目撃者、検視官、警察と軍関係者に取材し、処刑当日の未公開の動画を収集。SNSを精査し、犠牲者の家族に取材、処刑された8人とその理由を特定した。8人は民間人で、村の食料品店や工場で働いていた。しかし、侵攻以来、ウクライナ政府が男性の出国を制限し、村を守るという本人たちの決意と相まって、ほとんどは殺害前の数日間、さまざまな防衛軍に参加していた。ほぼ全員が処刑された場所から徒歩圏内に住んでいたという。この処刑に、第104空中機動連隊と第234空中機動連隊の兵士が関与したと見られる証言や物的証拠を得ている[5][6][7]。
- 8人が処刑されたときに、1人は負傷したが死んだふりをして生きのこった。この1人の電話を使って、ロシアの30の電話番号に電話がかけられており、Bucha Live Telegramチャンネルで電話番号が公開された。
- 同年6月27日、iStoriesはニューヨーク・タイムズとBucha Live Telegramチャンネルの情報から独自に取材した内容を公開。Telegramチャンネルの管理者を通じ、電話の所有者にインタビューを依頼。6月16日にポーランドに避難していた所有者から連絡があり、ヤブロンスカ通り138番地で見つかった電話が本人のものであると確認。また、編集部はボーダフォン UA SIM カードから、オープンデータを使用してロシアの各番号を確認し調査した。さまざまな検索エンジンやSNS、および各連絡先がさまざまなユーザーによってどのように保存されているかを示すアプリを通じて確認と検証を行って兵士8人を特定し、最後に8人がかけた電話番号に記者が電話をしている。なお、この時点で3人が死亡している[8]。

### 「浄化」と称する拷問と処刑
- 同年3月27日、ジャーナリストのヴォロディミル・ゾルキンは、捕虜となった兵士ティモフィー・ボボフとの会話を動画で公開した[9]。ボボフは、2月24日に部隊が「ゴストメルまたはブチャを片付ける」ためウクライナに送られたと話した。部隊はバールで高層住宅のアパートを壊し、住民を地下室に連れて行くように指示されたという。ボボフの発言内容は、イギリスのジャーナリストが公開した壊れたアパートの写真により確認されている[10][11]。
- 同年11月3日、AP通信はPBSの番組「フロントライン」との共同調査の結果を公表[12][13]。ブチャの監視カメラからの数百時間に及ぶビデオと、ロシア兵による電話の音声記録を検証。ニューヨークの映像調査会社との共同で2022年春にブチャ上空を飛行したドローンのデータから作成した3Dモデルを用いて、出来事を再現した。またミハイル・ホドルコフスキーが出資するロンドンの調査団体The Dossier Centerがロシアの電話番号・SNSのアカウント、公開報告、ロシアの流出データベースの情報を相互参照し、ウクライナ政府により電話を傍受された兵士の身元を確認している。
  - ロシア軍は諜報機関が作成したリストに載っている人々を探し、潜在的な脅威を特定するために一軒一軒訪ね歩いた。ウクライナ軍を助けたと疑われる義勇兵や民間人など、このろ過を通過しなかった人々は拷問され、処刑されたことが、監視ビデオや傍受した音声、生存者のインタビューで判明した。
  - 3月14日にブチャ近くの携帯電話から母親に電話した兵士は、少年のTelegramアカウントをチェックし、ロシア人の位置や兵站に関する情報が入っていると知るや、その場で射殺したと話している。同月17,18日に母親に電話をかけた兵士（第234親衛空中機動連隊に所属）は、部隊が戦車で「浄化」に出かけ、武器を押収し、人々を身体検査し、「情報があるかどうか、誰が我々に敵対しているか」を調べるために電話を調べると説明し、「必要であれば、殺す」と話した。同月21日にキーウ郊外から妻に電話した兵士は「酒がない生活には耐えられない」と言っており、心配した妻に「全然、普通だよ。民間人を撃つ方が簡単だ」と多数の民間人殺害を告白している。
  - 遺族の一部はロシアを相手取り、欧州人権裁判所に訴訟を起こしているという。

## 編制
- 師団司令部
- 第104親衛空中襲撃連隊
- 第234親衛空中襲撃連隊
- 第237親衛空中襲撃連隊（ロシア語版）
- 第1140親衛砲兵連隊（ロシア語版）
  - 第7整備大隊
  - 第124戦車大隊
  - 第175偵察大隊
  - 第656工兵大隊
  - 第728通信大隊
  - 第1682兵站大隊
  - 第3396空中機動陸軍病院
- 第4防空連隊：旧第165独立高射ミサイル大隊
- 第242軍事輸送航空飛行隊

プスコフ州ストルギ・クラースヌィエに、正面11km、縦深34km、総面積37万haの演習場を有する。

## 歴代師団長
| 職名   | 就任年          | 氏名                           | 階級     |
| ------ | --------------- | ------------------------------ | -------- |
| 師団長 | 1939年 - 1941年 | ワシーリー・グラゴレフ         | 親衛大佐 |
| 師団長 | 1941年 - 1941年 | ドミトリー・トミロフ           | 親衛大佐 |
| 師団長 | 1941年 - 1942年 | ドミトリー・クロパテンコ       | 親衛大佐 |
| 師団長 | 1942年 - 1942年 | ドミトリー・トミロフ           | 親衛大佐 |
| 師団長 | 1942年 - 1942年 | ヤコフ・シュテイマン           | 親衛大佐 |
| 師団長 | 1942年 - 1942年 | ドミトリー・クロパテンコ       | 親衛大佐 |
| 師団長 | 1942年 - 1948年 | アレクサンドル・キルサノフ     | 親衛少将 |
| 師団長 | 1948年 - 1950年 | ワシーリー・マルゲロフ         | 親衛少将 |
| 師団長 | 1950年 - 1953年 | ミハイル・エンシン             | 親衛少将 |
| 師団長 | 1953年 - 1955年 | グリゴリー・ホーロド           | 親衛大佐 |
| 師団長 | 1955年 - 1957年 | ニコライ・ザハロフ             | 親衛少将 |
| 師団長 | 1957年 - 1959年 | アンドレイ・エヴダン           | 親衛少将 |
| 師団長 | 1959年 - 1962年 | アナトーリー・ポルシュキン     | 親衛大佐 |
| 師団長 | 1962年 - 1968年 | ヴィクトル・オメトフ           | 親衛少将 |
| 師団長 | 1968年 - 1971年 | ワレンチン・コストゥイレフ     | 親衛少将 |
| 師団長 | 1971年 - 1976年 | レオニード・クジメンコ         | 親衛少将 |
| 師団長 | 1976年 - 1979年 | グリゴリー・オニシチェンコ     | 親衛少将 |
| 師団長 | 1979年 - 1981年 | アリベルト・スリュサリ         | 親衛少将 |
| 師団長 | 1981年 - 1983年 | ユーリー・ムラヴィエフ         | 親衛大佐 |
| 師団長 | 1983年 - 1986年 | ゲオルギー・シュパク           | 親衛少将 |
| 師団長 | 1986年 - 1990年 | ヴャチェスラフ・ハリロフ       | 親衛少将 |
| 師団長 | 1990年 - 1992年 | ユーリー・ソセドフ             | 親衛少将 |
| 師団長 | 1992年 - 1995年 | イワン・バビチェフ             | 親衛少将 |
| 師団長 | 1995年 - 1996年 | アレクサンドル・ポポフ         | 親衛少将 |
| 師団長 | 1996年 - 2005年 | スタニスラフ・セメニュタ       | 親衛少将 |
| 師団長 | 2005年 - 2009年 | アレクサンドル・コルパチェンコ | 親衛少将 |
| 師団長 | 2009年 -        | ヴャチェスラフ・ボリソフ       | 親衛少将 |